# Erucastrum nasturtiifolium
L'erucastro comune (Erucastrum  nasturtiifolium (Poir.) O.E.Schulz, 1916) è una pianta erbacea, appartenente alla famiglia delle Brassicacee dai fiori gialli disposti a croce.

## Tassonomia
La famiglia delle Brassicaceae (assieme alle Asteraceae) è una delle più numerose delle Angiosperme con circa 350 generi e 3000 specie, diffusa principalmente nella fascia temperata e fredda del nostro globo. Il genere Erucastrum comprende una trentina di specie, quattro delle quali sono presenti spontaneamente sul territorio italiano.

Il Sistema Cronquist assegna la famiglia delle Brassicaceae all'ordine Capparales mentre la moderna classificazione APG la colloca nell'ordine delle Brassicales. Sempre in base alla classificazione APG sono cambiati anche i livelli superiori (vedi tabella a destra).

Nelle classificazioni più vecchie la famiglia del genere Erucastrum era chiamata anche Crociferae e a volte Cruciferae.

### Variabilità
In un relativamente recente studio (J. Vivant - 1977) Erucastrum nasturtiifolium viene considerato un “gruppo” o più precisamente un “complesso di forme” ancora poco studiato, che comunque si presenta omogeneo e con caratteri di “specie collettiva”. In questo gruppo si possono distinguere, nell'areale europeo sudoccidentale e quindi interessante anche l'Italia, due sottogruppi di popolazioni morfologicamente ben individuabili: la subsp. sudrei (definito “gruppo pirenaico”) e le subsp.  nasturtiifolium e subsp. benacense (definito “gruppo submediterraneo”).

Nell'elenco che segue sono indicate alcune varietà e sottospecie:
- Erucastrum nasturtiifolium O.E.Schulz subsp. benacense F.Martini & F.Fen. (2005)
- Erucastrum nasturtiifolium O.E.Schulz subsp. nasturtiifolium
- Erucastrum nasturtiifolium O.E.Schulz subsp. sudrei Vivant (1977)

### Sinonimi
La specie di questa scheda ha avuto nel tempo diverse nomenclature. L'elenco che segue indica alcuni tra i sinonimi più frequenti:
- Brassica obtusangula Bertol.
- Brassica erucastrum L.
- Brassica nasturtiifolia Poir.
- Eruca erucastrum (L.) G. Gaertner, B. Meyer & Scherb. (1800)
- Eruca sylvestris Lam. (1779)
- Erucastrum gmelinii Schimper & Spenner in Spenner (1829)
- Erucastrum intermedium Jordan (1864)
- Erucastrum montanum Hegetschw. (1840)
- Erucastrum obtusangulum (Schleich.) Rchb.f.
- Erucastrum obtusangulum subsp. intermedium (Jordan) Nyman (1878)
- Erucastrum obtusangulum var. subpinnatifidum (Lag.) Willk. in Willk. & Lange (1878)
- Hirschfeldia obtusangula (Rchb.) Fritsch
- Sinapis nasturtiifolia Poir. in Lam. (1797) (basionimo)

### Specie simili
Una specie molto simile a quella di questa scheda è Erucastrum gallicum (Willd.) O.E.Schulz: si distingue unicamente per le foglie i cui segmenti non sono incisi fino al rachide centrale e quelle cauline sono appressate fino sotto l'infiorescenza.

## Etimologia
Il nome generico (Erucastrum) è stato ripreso da un altro genere della stessa famiglia: Eruca (tipico nome latino usato da Plinio nei suoi testi).

Il binomio scientifico attualmente accettato (Erucastrum  nasturtiifolium) è stato proposto dal  botanico ed esploratore francese Jean Louis Marie Poiret (San Quintino, 11 giugno 1755 – Parigi, 7 aprile 1834) e in seguito dal botanico germanico berlinese Otto Eugen Schulz (31 ottobre 1874 - 17 febbraio 1936).

In lingua tedesca questa pianta si chiama Stumpfkantige Hundsrauke; in francese si chiama Fausse roquette à feuilles de cresson.

## Descrizione

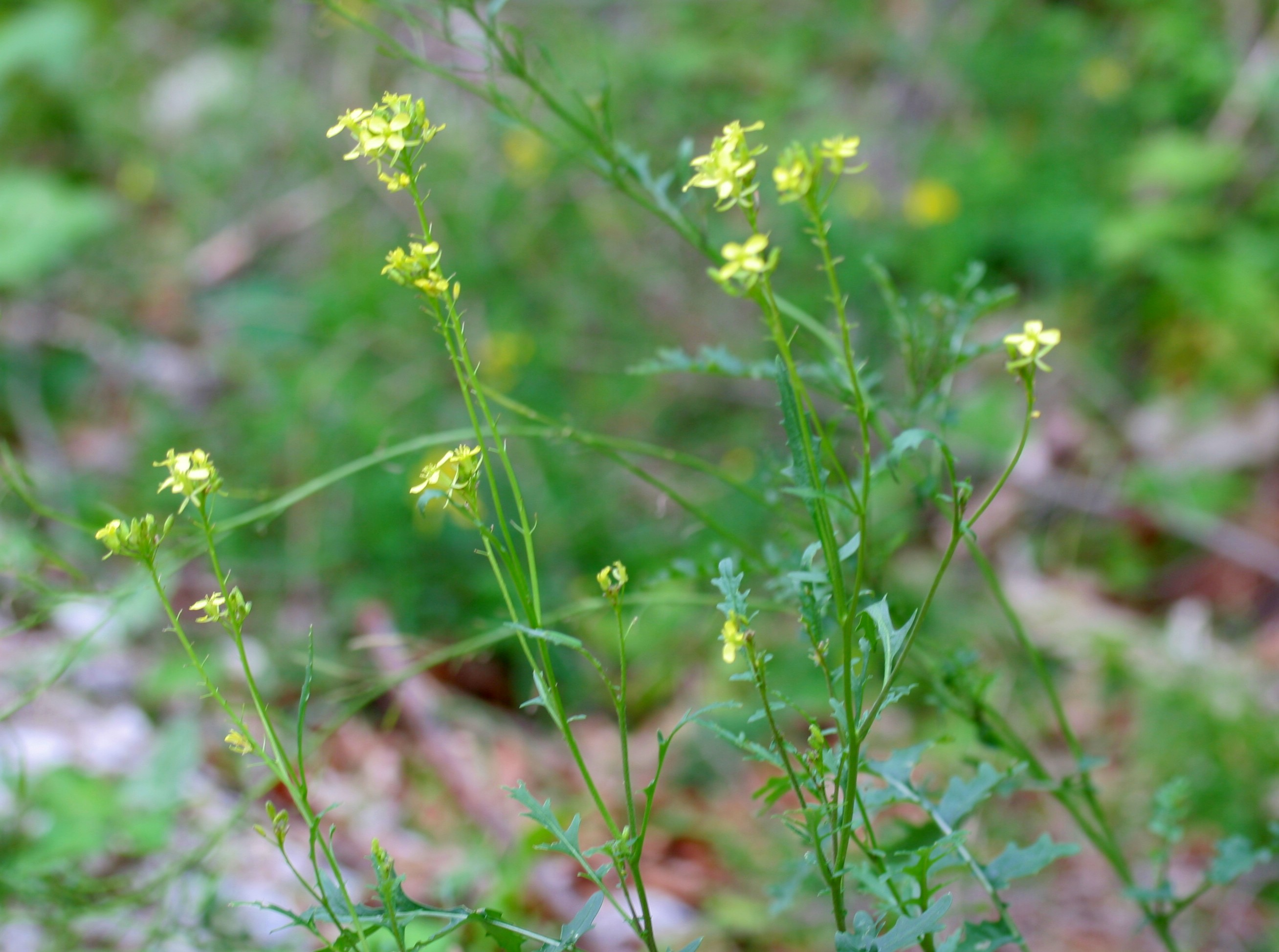
Portamento
Località: Cortina (BL), 1400 m s.l.m. - 29/07/2008

L'”Erucastro comune” è una pianta fondamentalmente glabra. L'altezza della pianta va da 20 a 50 cm (massimo 80 cm). Il ciclo biologico è biennale. La forma biologica è emicriptofita scaposa (H scap), ossia sono piante con gemme svernanti al livello del suolo e protette dalla lettiera o dalla neve, dotate di un asse fiorale eretto e con poche foglie. 

### Radici
La radice è robusta e del tipo a fittone.

### Fusto
Il fusto è ascendente e ramoso in alto. È inoltre ispido (peli semplici) nella parte basale.

### Foglie

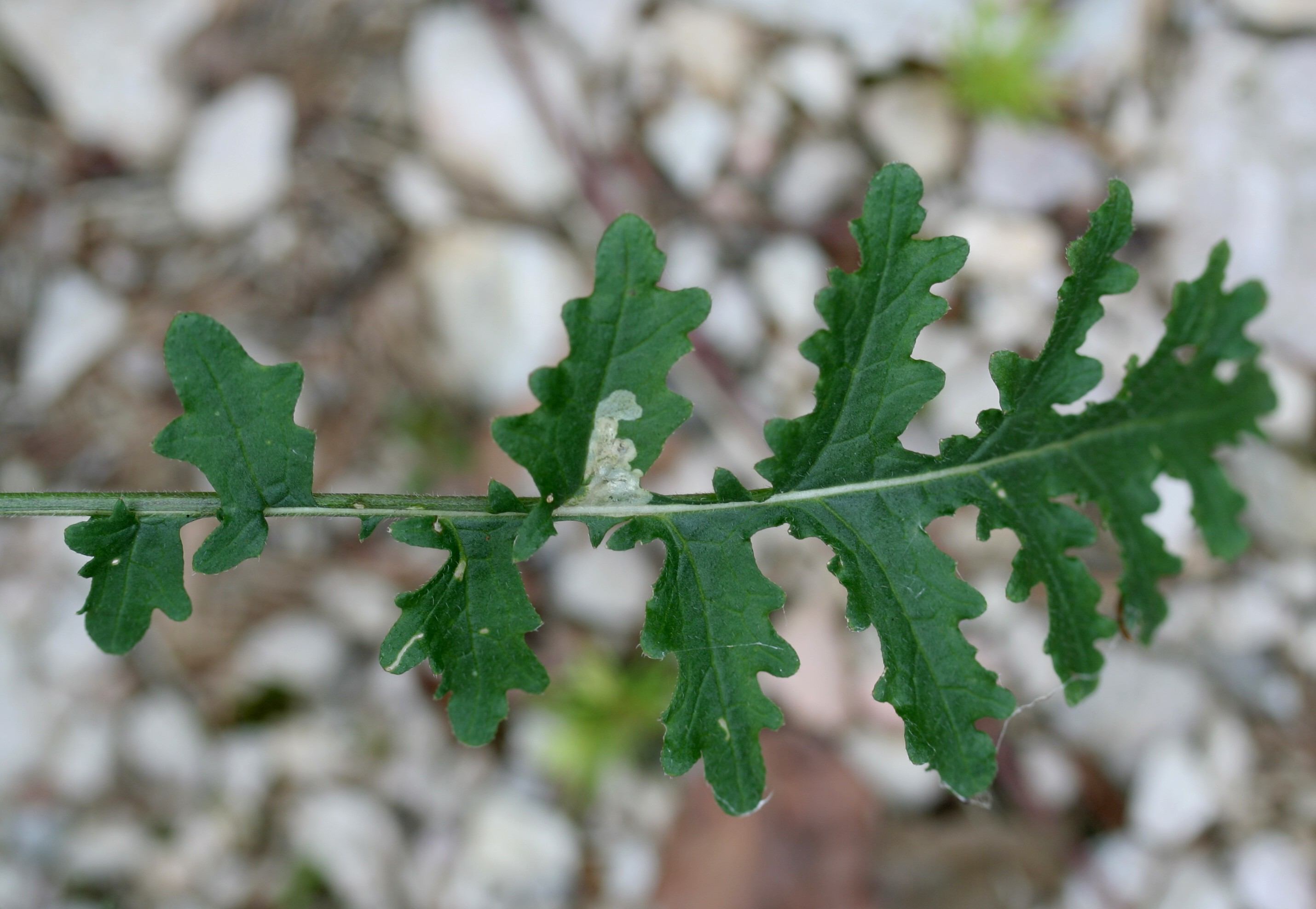
La foglia
Località: Cortina (BL), 1400 m s.l.m. - 29/07/2008

Le foglie sono completamente divise in 3 - 5 (massimo 8) segmenti per lato; forma delle foglie di tipo imparipennato. I segmenti, disposti in modo alterno lungo il rachide principale, sono frastagliati in modo disordinato (grossolanamente dentato-lobati). Il lobo principale (quello apicale) è 1 – 1,5 volte più grande di quelli laterali. Le foglie sono verdi su entrambe le facce.
- Foglie basali: le foglie basali sono disposte a rosetta e sono più grandi con un lungo picciolo.
- Foglie cauline: le foglie caulinari sono più piccole e hanno un picciolo più corto (ma non sono abbraccianti il fusto); sono inoltre disposte in modo alterno lungo il fusto.

Dimensione delle foglie: larghezza 40 – 60 mm; lunghezza 100 – 150 mm. 

### Infiorescenza
L'infiorescenza, priva di brattee ma anche di foglie normali, è un racemo di tipo ombrellifero con fiori gialli portati da lunghi peduncoli, che non partono mai all'ascella delle foglie. In questa infiorescenza non esiste un fiore apicale. Durante la fruttificazione il racemo si allunga. Lunghezza del racemo 10 – 30 cm.

### Fiore

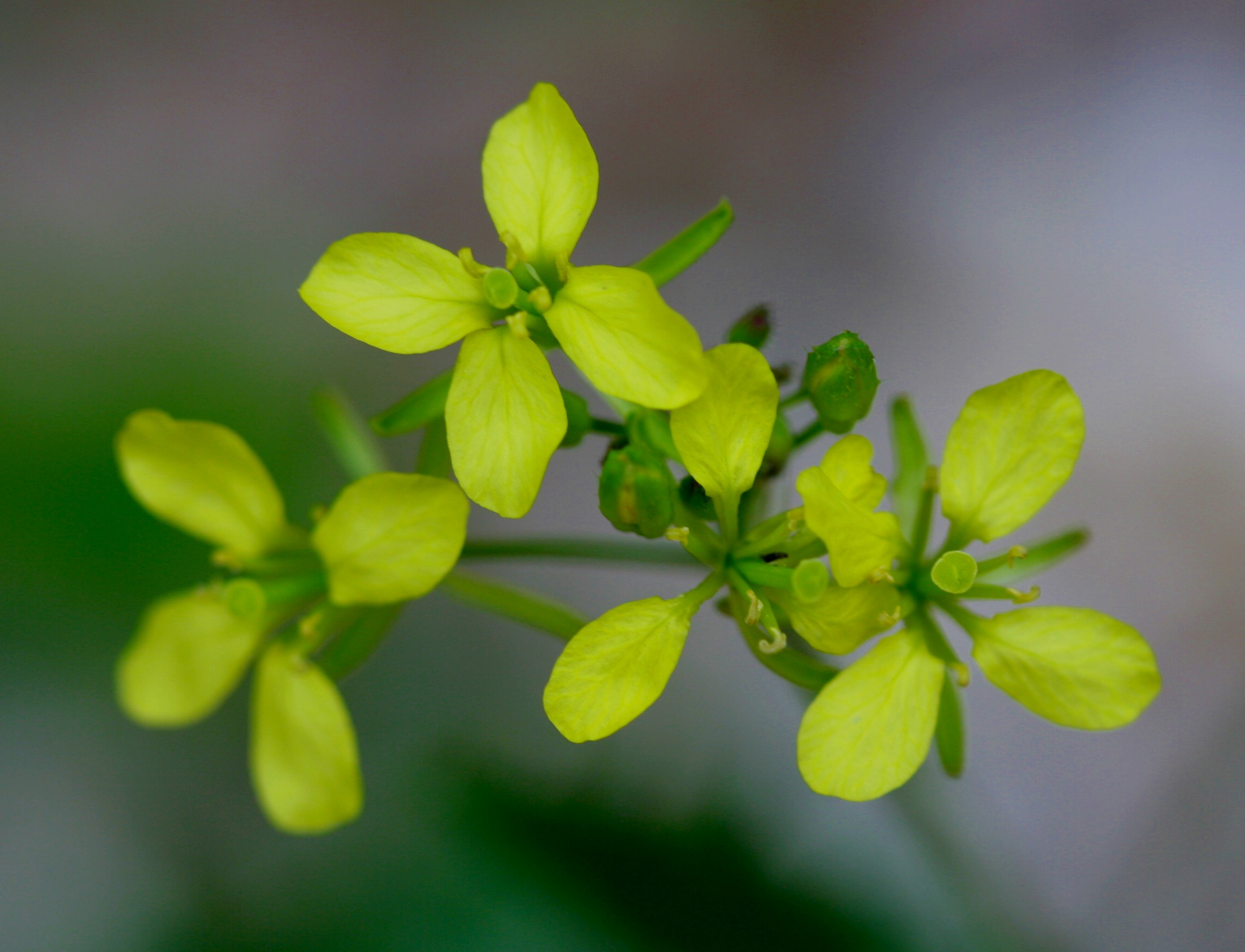
I fiori
Località: Cortina d'Ampezzo, 1400 m s.l.m. - 29/07/2008

I fiori sono ermafroditi, attinomorfi (in realtà sono fiori dissimmetrici – a due piani di simmetria) e tetrameri (calice e corolla composti da 4 parti). Diametro dei fiori: 10 – 16 mm.
- Formula fiorale:

* K 2+2, C 4, A 2+4, G 2 (supero)
- Calice: il calice è formato da quattro sepali, eretti e a due a due ravvicinati ma divisi (dialipetali). Lunghezza dei sepali: 4 mm.
- Corolla: la corolla è composta da quattro petali gialli, alternati ai sepali, disposti in croce e tutti uguali fra di loro; la forma dei petali è obovata. Lunghezza dei petali: 6 – 8 mm.
- Androceo: gli stami sono sei (2 corti più esterni e  4 lunghi più interni); sporgono dalla corolla (ma sono più corti dello stilo). Le antere hanno una forma ovato-cordata. I nettari si trovano alla base dell'androceo a disposizione laterale e sono bilobi.
- Gineceo: l'ovario è supero a forma ellittica e bi-loculare; per ogni loggia ci sono molti ovuli in posizione pendula. Lo stilo è allungato e sporge dalla corolla mentre lo stimma è a capocchia.
- Fioritura: da maggio ad agosto.
- Impollinazione: impollinazione di tipo entomofila.

### Frutti
Il frutto è una siliqua (non divisa in logge sovrapposte) contenente numerosi semi. All'apice è presente un becco lungo 3 mm, conico e poco compresso ai lati (quasi un uncino); l'apice è inoltre privo di semi. Le valve del frutto sono carenate sul dorso. La siliqua è portata da un breve peduncolo; prima del peduncolo la siliqua si restringe in un breve stipite. Il portamento dei frutti è più o meno divergente (quasi patente) dall'asse principale del fusto. Lunghezza del peduncolo: 1 cm. Dimensioni della siliqua: larghezza 1 cm; lunghezza 18 – 28 mm.

## Distribuzione e habitat
- Geoelemento: il tipo corologico (area di origine) è Sud Ovest Europeo (Subatlantico).
- Diffusione: sul territorio italiano è diffusa solamente al nord. Sui rilievi alpini è rara nelle seguenti province: VA CO BG BL e, fuori dall'Italia, nella parte orientale. Sui rilievi europei si trova nella Foresta Nera, Massiccio del Giura, Pirenei, Massiccio Centrale e Carpazi.
- Habitat: l'habitat tipico di questa pianta sono i greti dei fiumi, le scarpate ghiaiose, le zone ruderali oppure lungo le ferrovie. Il substrato preferito è calcareo e calcareo/siliceo con pH basico-neutro, medi valori nutrizionali del terreno che deve essere mediamente umido.
- Diffusione altitudinale: sui rilievi queste piante si possono trovare dai 200 fino a 2000 m s.l.m.; frequentano quindi i seguenti piani vegetazionali: collinare, montano e in parte subalpino.

## Fitosociologia
Dal punto di vista fitosociologico la specie di questa scheda  appartiene alla seguente comunità vegetale:
Formazione: delle comunità delle fessure, delle rupi e dei ghiaioni
Classe: Thlaspietea rotundifolii
Ordine: Epilobietalia fleischeri
Alleanza: Epilobion fleischeri

## Usi

### Cucina
In Ungheria i semi sono usati come condimento.